# David Fideler
David Fideler es un escritor, filósofo y editor estadounidense.

## Biografía
David Fideler ha trabajado como editor, profesor universitario, consultor educativo y director de un centro de humanidades. Estudió filosofía griega antigua y religiones mediterráneas en la Universidad de Pensilvania y tiene un doctorado en filosofía e historia de la ciencia y la cosmología.
A través de su trabajo, ha intentado construir puentes entre el mundo del aprendizaje y la vida contemporánea.
A la edad de veinticuatro años, fundó Phanes Press, con el objetivo principal de publicar The Pythagorean Sourcebook and Library. Centrándose inicialmente en obras de filosofía antigua, Phanes Press pasó a publicar obras interdisciplinarias en creatividad, cuestiones culturales, espiritualidad, ecología y psicología. También ha editado cinco volúmenes de una revista de humanidades publicada en forma de libro denominada Alexandria: Cosmology, Philosophy, Myth, and Culture.
David es también autor de Restoring the Soul of the World: Our Living Bond With Nature's Intelligence (2014; editado en castellano como Restaurar el alma del mundo. El vínculo vital que nos une a la inteligencia de la naturaleza. Ediciones Atalanta, 2023), y más recientemente Breakfast with Seneca: A Stoic Guide to the Art of Living (2021; editado en castellano como El arte de vivir como un estoico. Desayunar con Séneca para alcanzar una vida buena. Ediciones Paidós, 2022). Es editor de los sitios web Cosmopolis Project, Living Ideas Journal y Stoic Insights.
Una autoridad reconocida en la escuela pitagórica, Fideler contribuyó con artículos enciclopédicos sobre Pitágoras y el pitagorismo en Classical and Medieval Literature Criticism (1997) y The New Dictionary of the History of Ideas (2004).

## Obra
Además de artículos y ensayos científicos, sus principales obras son las siguientes:
- Breakfast with Seneca: A Stoic Guide to the Art of Living (2021). Este libro es la primera guía clara y fiel de las enseñanzas prácticas e intemporales del filósofo estoico Séneca. Breakfast with Seneca explica claramente las ideas de Séneca, y las ideas centrales del estoicismo, sin simplificarlas en exceso, e ilustra cómo se pueden aplicar en la actualidad.
- Restoring the Soul of the World: Our Living Bond with Nature’s Intelligence (2014). Restoring the Soul of the World explora la antigua idea de la naturaleza viva, cómo se eclipsó con la cosmovisión mecanicista de la revolución científica y cómo la idea de la inteligencia de la naturaleza regresa ahora al pensamiento contemporáneo. El libro también investiga la relación entre la cosmovisión y la cultura, y lo que significa tener una relación profundamente viva con el mundo.[11] Editado en español como Restaurar el alma del mundo. El vínculo vital que nos une a la inteligencia de la naturaleza. Ediciones Atalanta, 2023.[12][13][14][15][16][17]
- The Pythagorean Sourcebook and Library: An Anthology of Writings Which Relate to Pythagoras and Pythagorean Philosophy (1987). Editado y presentado por David Fideler. Pitágoras es una de las figuras más destacadas del pensamiento occidental, una figura clave en la filosofía, las matemáticas y la espiritualidad de la antigua Grecia. El primer hombre en llamarse a sí mismo filósofo o “amante de la sabiduría”, también fue el primero en llamar al universo cosmos o “hermoso orden”. The Pythagorean Sourcebook and Library contiene una introducción completa al pensamiento pitagórico, las cuatro biografías antiguas de Pitágoras y más de veinticinco escritos pitagóricos y neopitagóricos del mundo antiguo.
- Jesus Christ, Sun of God: Ancient Cosmology and Early Christian Symbolism (1993). El antiguo simbolismo cristiano que representa a Jesús como el “Sol espiritual” y el Logos no surgió de la nada sino que se basó en fuentes griegas anteriores. Un estudio innovador, Jesus Christ, Sun of God, explora el simbolismo cosmológico presente en el pensamiento cristiano primitivo y documenta las sorprendentes fuentes paganas, científicas y filosóficas de las que se originó este simbolismo.
- Love’s Alchemy: Poems from the Sufi Tradition (2009). Traducido por David y Sabrineh Fideler. El poeta del siglo XIII Rumi es solo una voz en la poesía del sufismo, la eterna tradición mística persa. Traducidos directamente del persa, los poemas y epigramas recopilados en Love's Alchemy representan a todos los principales poetas, incluido Rumi, de este magnífico arte.
- Alexandria: Cosmology, Philosophy, Myth, and Culture (1991-2000). Editado por David Fideler. Publicado en forma de libro, la revista Alexandria publicó artículos de destacados colaboradores sobre las intersecciones entre cosmología, cosmovisión, filosofía, mito y cultura. Las copias de Alexandria 1–5 todavía están disponibles en Amazon en los Estados Unidos, pero algunas ahora se están convirtiendo en artículos de colección.

## Edición en castellano
- Restaurar el alma del mundo. El vínculo vital que nos une a la inteligencia de la naturaleza. Cartoné, 416 páginas, 33 imágenes en blanco y negro, colección Memoria mundi 156, traducción Amelia Pérez de Villar. Ediciones Atalanta. 2023. ISBN 978-84-126014-1-1.
- El arte de vivir como un estoico. Desayunar con Séneca para alcanzar una vida buena. Cartoné, 384 páginas, traducción Pablo Hermida Lazcano. Ediciones Paidós. 2022. ISBN 978-84-493-3930-1.